# Burgstall Kirchberg (Heretsried)
Der Burgstall auf dem Kirchberg bezeichnet eine abgegangene Höhenburg auf einem Ausläufer der gleichnamigen Waldung zwischen den Ortschaften Heretsried und Lützelburg im schwäbischen Landkreis Augsburg in Bayern. Von der ehemaligen Ministerialenburg haben sich nur Geländemerkmale und Gräben erhalten.

## Geschichte

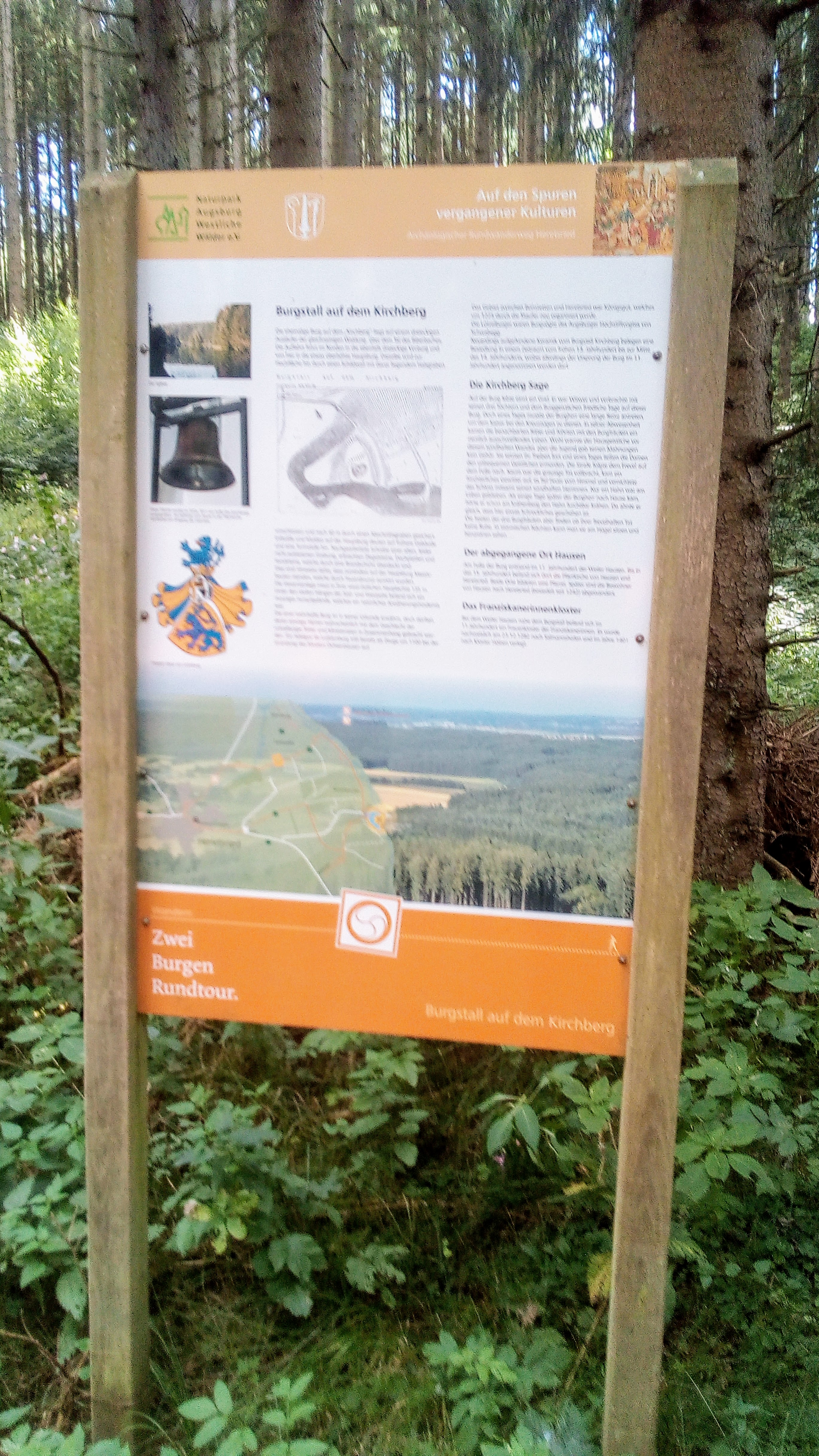
Infotafel am Burgstall Kirchberg (Lützelburg)

### Kirchberg
Aufgefundene Artefakte belegen eine Besiedlung des Kirchberges zu Beginn des 13. bis zur Mitte des 14. Jahrhunderts. Allerdings wird angenommen, dass die Burg bereits im 11. Jahrhundert entstanden sein dürfte. Die Besitzerverhältnisse der sonst urkundlich nicht belegten Burg sind bis heute unklar. Sie war vermutlich der einstige Sitz des Ministerialen-Geschlechtes der Herren von Lützelburg, auch Lucelunburger, die in Diensten der Vögte des Hochstifts Augsburg von Schwabegg standen. Bereits um 1100 erscheint in einer Urkunde bei der Gründung des Klosters Ochsenhausen ein Adelgoz de Luzelunburg als Zeuge. Um 1230 tritt Rüdiger von Lützelburg als Angehöriger der Reichsministeriale auf. Die Kirchbergsage berichtet von einem Ritter Cuno von Kirchberg aus dem Geschlecht der Lucelunburger. Möglicherweise handelte es sich um einen Zweig des ursprünglich aus Lothringen stammenden und später auch in Schwaben ansässigen Adelsgeschlecht Lützelburg, nicht zu verwechseln mit den Grafen von Lützelburg oder mit dem dynastischen Haus Luxemburg. Bei Ausgrabungen auf dem Hügel wurden Ziegel- und Sandsteine sowie Dachplatten gefunden, die mit einer Brandschicht überzogen waren. Dies deutet darauf hin, dass die Hauptburg wohl später durch eine Feuersbrunst zerstört und nicht wiederaufgebaut wurde.

### Hausen
Nördlich der Burg entstand im 11. Jahrhundert der abgegangene Weiler Hausen. Im Hochmittelalter soll Hausen mit Heretsried eine eigene Pfarrei gebildet haben, mit Hausen als Pfarrsitz. Die Entstehungsgeschichte der Pfarrkirche von Hausen, ihr Aussehen und welches Patrozinium die Kirche trug, geht aus den Quellen nicht hervor. Überliefert ist nur, dass das Gotteshaus auf einer Anhöhe stand und ihr zu Füßen ein Pfarrhof lag. In der Nachbarschaft befand sich zudem ein Franziskanerinnen-Kloster, das durch die Gründung des Klosters Salmannshofen, laut Urkunde am 23. Dezember 1282, ebenfalls aufgegeben wurde. Möglicherweise wurde Hausen vor dem 15. Jahrhundert endgültig verlassen und könnte bereits nur noch einen Flurnamen bezeichnet haben. Noch 1418 erscheint Hausen zusammen mit Heretsried unter den Liegenschaften des Klosters Holzen. Burg, Kirche, Kloster und Ort verschwanden über die Jahrhunderte restlos. Erhalten blieben lediglich Geländemerkmale und Gräben. 1811 kamen bei Ausgrabungen am Fuß des Kirchberg eine Glocke zu Tage. Sie hängt heute am Eingang zur Sakristei der Pfarrkirche St. Martin in Heretsried.

## Beschreibung
Der nördlich gelegene Zugang führt in eine dreieckige Vorburg und von dort in die erhöhte Hauptburg. Die Hochfläche ist durch einen Schildwall mit einem Graben umgeben und durch ein Abschnittsgraben gesichert. Mulden und Erdwälle deuten auf Gebäude und eine Turmstelle hin. Die Anlage misst in der Hauptachse 135 m. Unterhalb ist der Kirchberg heute vom Eglesee eingerahmt, der vom Oberlauf des Biberbachs durchflossen wird.

## Sage
Die sogenannte Kirchbergsage berichtet von einem verwitweten Ritter Cuno von Kirchberg, Angehöriger der Lucelunburger, der einst mit seinen drei Töchtern auf der Burg lebte. In Abwesenheit des Vaters, der in den Kreuzzug zog, führten die Burgfräulein mit benachbarten Rittern ein ausschweifendes Leben. Der Hausgeistliche warnte die Damen, die ihn schließlich töten ließen. Zur Strafe vernichtete daraufhin ein Gewitter die Burg mitsamt den Herrinnen. Die Seelen der Burgfräulein finden seither keine Ruhe und irren in stürmischen Nächten um den Kirchberghügel.